# Bactrocera eximia
Bactrocera eximia
 es una especie de díptero que Drew describió por primera vez en 1989. Bactrocera eximia pertenece al género Bactrocera de la familia Tephritidae.  